# Грузька балка
Грузька́ ба́лка — ботанічний заказник місцевого значення. Розташований у Добропільському районі Донецької області в селі Золотий Колодязь. Площа — 18 га.
Статус заповідника запроваджено рішенням обласної ради народних депутатів від 25 березня 1995 року. Флористичний склад заповідника налічує 250 видів, з яких 5 видів занесено до Червоної книги України, — півонія тонколиста, ковила волосиста, ковила Лессінга, ковила пірчаста, ковила найкрасивіша.